# Ossun (Luisiana)
Ossun es un lugar designado por el censo ubicado en la parroquia de Lafayette en el estado estadounidense de Luisiana. En el Censo de 2010 tenía una población de 2144 habitantes y una densidad poblacional de 243,9 personas por km².

## Geografía
Ossun se encuentra ubicado en las coordenadas 30°17′0″N 92°6′25″O / 30.28333, -92.10694. Según la Oficina del Censo de los Estados Unidos, Ossun tiene una superficie total de 8.79 km², de la cual 8.79 km² corresponden a tierra firme y (0%) 0 km² es agua.

## Demografía
Según el censo de 2010, había 2144 personas residiendo en Ossun. La densidad de población era de 243,9 hab./km². De los 2144 habitantes, Ossun estaba compuesto por el 52.66% blancos, el 44.26% eran afroamericanos, el 0.19% eran amerindios, el 0% eran asiáticos, el 0.09% eran isleños del Pacífico, el 0.98% eran de otras razas y el 1.82% pertenecían a dos o más razas. Del total de la población el 1.82% eran hispanos o latinos de cualquier raza.